# 韋部
韋部，為漢字索引中的部首之一，康熙字典214個部首中的第一百七十八個（九劃的則為第三個）。在國字標準字體中，韋部歸於九劃部首；在漢字舊字形中，其為十劃部首；在中文簡化字中，其則歸四劃。韋部只以左方為部字。且無其他部首可用者將部首歸為韋部。

## 部首單字解釋
1. 違背。見說文。
2. 去毛加工製成的柔軟皮革。
3. 姓。見萬姓統譜 · 六。

## 字形

甲骨文
金文（商）
商代另一個寫法
金文
金文（春秋）
大篆
小篆

## 名稱
- 漢語：韋部（wéibù，ㄨㄟˊㄅㄨˋ）
- 日本：
- 韓國：

## 字例
| 除部首外之筆劃 | 字例 -{          |
| -------------- | ---------------- |
| 0              | 韋(韦)           |
| 3              | 韌               |
| 4              | 䪏               |
| 5              | 䪐䪑䪒䪓韍韎     |
| 6              | 韏韐韑           |
| 7              | 䪔韒             |
| 8              | 韓               |
| 9              | 䪖䪗䪘韖韗韘韙韚 |
| 10             | 䪚䪙韜韝韞韟     |
| 11             | 韠韛             |
| 12             | 䪛韡韢           |
| 13             | 䪜韣             |
| 14             | 䪝               |
| 15             | 韤韥𩏳 }-        |